# Itame amboflava
Itame amboflava là một loài bướm đêm trong họ Geometridae.